# Supermatchen
Supermatchen är ett årligt fotbollsevenemang som sedan 2012 spelas som en match mellan två klubblag på Nya Ullevi i Göteborg i Sverige, vanligtvis i juli-augusti. Fastän matchen främst är av vänskapskaraktär riktas stor uppmärksamhet, då det handlar om storklubbar. Vid oavgjort tillämpas straffsparksläggning. Evenemanget ställdes in 2014. och 2015.

## Matcher
| Datum          | Lag 1             | Resultat | Lag 2               | Publik | Ref.  |
| -------------- | ----------------- | -------- | ------------------- | ------ | ----- |
| 8 augusti 2012 | Barcelona         | 0–0      | Manchester United   | 47 141 | [ 2 ] |
| 27 juli 2013   | Real Madrid       | 1–0      | Paris Saint-Germain | 44 262 | [ 3 ] |
| 30 juli 2016   | Manchester United | 5–2      | Galatasaray         | 30 234 | [ 4 ] |
| 7 augusti 2016 | Arsenal           | 3–2      | Manchester City     |        | [ 5 ] |

### Fotnoter
1. ↑  Björn Lindsten (9 juni 2014). ”Ingen "Supermatch" i Göteborg nu i sommar”. Expressen. http://www.expressen.se/gt/sport/ingen-supermatch-i-goteborg-nu-i-sommar/. Läst 1 mars 2015.
2. ↑  Hans-Åke Mossberg (8 augusti 2012). ”Supermatchen fick avgöras på straffar”. SVT Sport. http://www.svt.se/sport/fotboll/supermatchen-avgjordes-pa-straffar. Läst 1 mars 2015.
3. ↑  ”Stjärnglans matchen igenom på Ullevi”. Svenska dagbladet. 27 juli 2013. http://www.svd.se/sport/stjarnglans-matchen-igenom-pa-ullevi_8379732.svd. Läst 1 mars 2015.
4. ↑  ”Manchester United körde över Galatasaray”. Göteborgs-Posten. 30 juli 2016. http://www.gp.se/sport/fotboll/manchester-united-körde-över-galatasaray-1.3518516. Läst 30 juli 2016.
5. ↑  http://www.expressen.se/gt/sport/arsenal-vann-giganternas-kamp/